# Kremne (przystanek kolejowy)
Kremne (ukr. Кремне) – przystanek kolejowy w pobliżu miejscowości Kremne, w rejonie korosteńskim, w obwodzie żytomierskim, na Ukrainie. Położony jest na linii Kijów – Korosteń – Sarny – Kowel.

## Historia
Przystanek istniał w okresie międzywojennym. Później stacja kolejowa. Od 2017 ponownie przystanek.